# كرة الهدف في الألعاب البارالمبية الصيفية 2024 - قوائم فرق السيدات
فيما يلي قائمة الفرق لكل دولة مشاركة في كرة الهدف في الألعاب البارالمبية الصيفية 2024 – بطولة السيدات في باريس.

## المجموعة أ

### البرازيل
المدرب: أليساندرو توزيم
الفريق البرازيلي في بطولة كرة الهدف في دورة الألعاب البارالمبية الصيفية 2024. تم الإعلان عن القائمة في 25 يونيو 2024.
| رقم | لاعب            | الفئة | تاريخ الولادة (العمر)     |
| --- | --------------- | ----- | ------------------------- |
| 1   | جوفانا مورا     | B2    | 23 يونيو 1999 (العمر 25)  |
| 2   | جابرييلي بريتو  | B3    | 15 أغسطس 1990 (العمر 34)  |
| 5   | مونيزا دي ليما  | B2    | 16 أبريل 1998 (العمر 26)  |
| 6   | كاتيا سيلفا     | B1    | 24 أبريل 1995 (العمر 29)  |
| 7   | دانييل لونغيني  | B1    | 22 فبراير 2001 (العمر 23) |
| 8   | جيسيكا فيتورينو | B3    | 22 يوليو 1993 (العمر 31)  |

### الصين
المدرب: Zhang Xiaopeng
التالية هي تشكيلة الصين في بطولة كرة الهدف في دورة الألعاب البارالمبية الصيفية 2024.
| الرقم | اللاعب       | الفئة | تاريخ الميلاد (العمر)     |
| ----- | ------------ | ----- | ------------------------- |
| 1     | تشانغ شيلينغ | B3    | 17 يونيو 1998 (العمر 26)  |
| 2     | كاو جينهوا   | B1    | 23 أغسطس 1997 (العمر 27)  |
| 5     | شو مياو      | B3    | 12 أكتوبر 2001 (العمر 22) |
| 6     | وانغ تشونيان | B2    | 7 ديسمبر 2001 (العمر 22)  |
| 7     | كه بييينغ    | B2    | 27 يناير 2001 (العمر 23)  |
| 9     | وانغ تشونهوا | B2    | 20 يونيو 1995 (العمر 29)  |

### إسرائيل
المدرب: راز شوهام
فيما يلي تشكيلة منتخب إسرائيل في بطولة كرة الهدف في دورة الألعاب البارالمبية الصيفية 2024.
| رقم | اللاعب             | الفئة | تاريخ الميلاد (العمر)     |
| --- | ------------------ | ----- | ------------------------- |
| 1   | إلهام ماحميد روزين | B3    | 16 فبراير 1990 (العمر 34) |
| 2   | نوعا ملكا          | B3    | 15 يونيو 2003 (العمر 21)  |
| 3   | جال حمراني         | B1    | 1 ديسمبر 1992 (العمر 31)  |
| 4   | أور مزراحي         | B3    | 7 مايو 1993 (العمر 31)    |
| 5   | روني أوحيون        | B2    | 8 مارس 1999 (العمر 25)    |
| 6   | ليهي بن دافيد      | B1    | 8 ديسمبر 1995 (العمر 28)  |

### تركيا
المدرب: جولتكين كاراسو
فيما يلي تشكيلة تركيا في بطولة كرة الهدف في الألعاب البارالمبية الصيفية 2024.
| الرقم | اللاعب          | الفئة | تاريخ الميلاد (العمر)     |
| ----- | --------------- | ----- | ------------------------- |
| 1     | فاطمة غول غولر  | B2    | 12 فبراير 2004 (العمر 20) |
| 2     | ريحان يلماز     | B2    | 18 نوفمبر 2001 (العمر 22) |
| 3     | سيفدا ألتونولك  | B2    | 1 أبريل 1994 (العمر 30)   |
| 4     | شيدانور كابلان  | B2    | 23 مارس 2000 (العمر 24)   |
| 7     | سيفتاب ألتونولك | B3    | 1 أكتوبر 1995 (العمر 28)  |
| 8     | بيرفين ألتان    | B3    | 24 نوفمبر 2003 (العمر 20) |

## المجموعة ب

### كندا
المدرب: ترينت فيربراذر
يعتبر الفريق الكندي في بطولة كرة الهدف لدورة الألعاب البارالمبية الصيفية لعام 2024.
| رقم | اللاعب                  | الفئة | تاريخ الميلاد (السن)      |
| --- | ----------------------- | ----- | ------------------------- |
| 1   | مريم صالح زاده          | B3    | 21 سبتمبر 1986 (العمر 37) |
| 3   | ويتني بوغارت            | B3    | 21 أبريل 1986 (العمر 38)  |
| 4   | ميغان ماهون             | B3    | 15 يناير 1996 (العمر 28)  |
| 5   | إيما رينك               | B3    | 22 يونيو 1998 (العمر 26)  |
| 6   | بريان تريسي كيلي بالدوك | B3    | 14 ديسمبر 1995 (العمر 28) |
| 7   | آمي بيرك                | B3    | 17 مارس 1990 (العمر 34)   |

### فرنسا
المدرب: أنتوني بووود
يتضمن ما يلي تشكيلة فرنسا في بطولة كرة الهدف في دورة الألعاب البارالمبية الصيفية 2024.
| الرقم | اللاعب          | الفئة | تاريخ الميلاد (العمر)     |
| ----- | --------------- | ----- | ------------------------- |
| 3     | أملدا الحن      | B2    | 31 مايو 2005 (العمر 19)   |
| 4     | كورالي جونزاليس | B1    | 2 أبريل 1988 (العمر 36)   |
| 5     | أديليا عجمي     | B3    | 1 أبريل 2003 (العمر 21)   |
| 7     | جويندولين ماتوس | B2    | 29 ديسمبر 1993 (العمر 30) |
| 8     | لويز روندبيير   | B3    | 8 فبراير 1998 (العمر 26)  |
| 9     | جهمالي بيركيير  | B2    | 9 يناير 2003 (العمر 21)   |

### اليابان
مدرب: Mihoko Tsuji
الفريق الياباني في بطولة كرة الجرس لدورة الألعاب البارالمبية الصيفية 2024.
| الرقم | اللاعب        | الفئة | تاريخ الميلاد (العمر)    |
| ----- | ------------- | ----- | ------------------------ |
| 1     | يوكي تيما     | B1    | 26 يوليو 1990 (العمر 34) |
| 2     | مينامي أراي   | B3    | 22 يناير 2003 (العمر 21) |
| 4     | ساكي أمورو    | B1    | 5 مارس 1993 (العمر 31)   |
| 6     | نوريكا هاجيور | B2    | 3 مارس 2001 (العمر 23)   |
| 7     | ريكو تاكاهاشي | B1    | 20 مارس 1998 (العمر 26)  |
| 9     | ماساي كوميا   | B1    | 8 مايو 1975 (العمر 49)   |

### كوريا الجنوبية
المدرب: جونغ أون سون
فرقة كوريا الجنوبية في بطولة الجول بول لدورة الألعاب البارالمبية الصيفية 2024.
| رقم | لاعب        | الدرجة | تاريخ الميلاد (العمر)     |
| --- | ----------- | ------ | ------------------------- |
| 1   | كيم هي جن   | B3     | 29 نوفمبر 1994 (العمر 29) |
| 3   | كيم أون جي  | B2     | 23 أبريل 1991 (العمر 33)  |
| 4   | بارك أون جي | B1     | 2 يونيو 1999 (العمر 25)   |
| 6   | سيم سون هوا | B2     | 2 مارس 1992 (العمر 32)    |
| 7   | سيو مين جي  | B2     | 29 ديسمبر 2001 (العمر 22) |
| 8   | تشوي أوم جي | B1     | 6 يوليو 1999 (العمر 25)   |